# 대해적
《대해적》(영어: Pirates)은 프랑스에서 제작된 로만 폴란스키 감독의 1986년 모험 코미디 영화이다. 월터 매사우 등이 출연하였고, 타리끄 벤 아마르 등이 제작에 참여하였다.

## 출연
- 월터 매사우
- 크리스 캉피옹
- 샬럿 루이스
- 로저 애슈턴그리피스
- 데이미언 토머스
- 올루 제이컵스
- 페르디 마이네
- 데이비드 켈리
- 앤서니 펙
- 앤서니 도슨
- 호세 산타마리아
- 브와디스와프 코마르
- 이언 듀리

## 기타 제작진
- 배역: 도미니크 베스네아르, 메리 셀웨이, 모드 스펙터
- 미술: 피에르 귀프루아
- 의상: 앤서니 파월